# Periacma nepalensis
Periacma nepalensis (лат.) — вид молевидных бабочек рода Periacma из семейства Autostichidae. Китай (Тибетский автономный район), Непал.

## Описание
Размах крыльев 14,5—16,0 мм. Основная окраска желтовато-коричневая. Мезонотум оранжево-жёлтый, с плотными чёрными чешуйками в центральной части; тегулы жёлтые, со смешанными чёрными чешуйками. Переднее крыло оранжево-жёлтое, с тёмно-коричневыми чешуйками; отметины тёмно-коричневые: пятно у основания костального края и верха соответственно; крапинки от основания, идущая вдоль над складкой до дистальной 1/3 складки; дискальное пятно полосатое, выше предшествующей крапинки; постмедиальная фасция от середины костального края до торнуса; вершинная фасция сужена вдоль термена, не встречая постмедиальную фасцию на торнусе; конечные точки от вершины и вдоль термена; бахромка сросшаяся с крылом. Задние крылья и бахрома серые. Ноги жёлтые, кроме тарзомеров 3 и 4 серовато-коричневые; на дорсальной поверхности передние ноги с серо-чёрными чешуйками на бедре и голени, средние ноги с чёрными чешуйками на голенях, лапки с чёрными чешуйками; на внешней поверхности задние ноги чёрные у основания голеней, с несколькими серыми чешуйками на лапках. Periacma nepalensis по гениталиям самца сходен с P. himalayensis. Его можно отличить по саккулюсу с двумя шипами на вершине и эдеагусу с двумя отростками дистально. У P. himalayensis саккулюс усечён на вершине, а эдеагус имеет три доли около вершины.